# 에페 소지에
에페토보어 피터 소지에(영어: Efetobore Peter Sodje, 1972년 10월 5일 ~ )는 나이지리아의 전 축구 선수로, 주로 센터백으로 활약하였다. 소지에는 여러 풋볼 리그 클럽에서 뛰었으며, 두건을 착용하는 것으로 유명하다. 두건에는 종종 "Against All Odds"(모든 역경을 딛고)라는 문구가 적혀 있다. 그는 2000년 아프리카 네이션스컵과 2002년 FIFA 월드컵에서 나이지리아 국가대표팀으로 출전하였다.
소지에는 스테버니지 버러에서 선수 경력을 시작하였고, 이후 루턴 타운, 콜체스터 유나이티드, 크루 알렉산드라, 허더즈필드 타운, 요빌 타운, 사우스엔드 유나이티드, 질링엄, 베리, 배로, 메이클즈필드 타운에서 두 차례에 걸쳐 활약하였다.

## 구단 경력

### 루턴 타운
소지에는 메이클즈필드 타운에서 83경기에 출전해 6골을 기록한 뒤 1999년 루턴 타운으로 이적했다. 루턴 타운에서는 9경기만 출전했으며, 1999-2000년 시즌 일부 기간 동안 콜체스터 유나이티드로 임대되었다. 소지에는 콜체스터에서 3경기를 뛰고 다시 루턴으로 복귀했다.

### 허더즈필드 타운
소지에는 당시 3부 리그 소속팀인 허더즈필드 타운에 입단하여 팀의 주장을 맡았다. 그는 2003년 8월 12일, 리그컵 1라운드에서 열린 더비 카운티와의 경기에서 2-1 승리를 거두며 허더즈필드 타운 데뷔 전을 치렀다. 리그 데뷔 경기는 2003년 8월 16일, 보스턴 유나이티드와의 2-2 무승부 경기였다. 소지에는 2004년 1월, 보스턴 유나이티드와의 홈 경기에서 팀의 2-0 승리를 이끄는 첫 골을 기록했다. 첫 시즌 동안 그는 허더즈필드를 3부 리그 플레이오프 우승으로 이끄는 데 기여했다.
또한 소지에는 2003-04년 시즌 PFA (프로 축구 선수 협회) 3부 리그 올해의 팀에 선정되었다.

## 국가대표팀 경력
잉글랜드에서 태어났지만, 소지에는 그의 형제 샘과 마찬가지로 국제 무대에서 나이지리아를 대표했다. 그는 2000년 아프리카 네이션스컵에서 카메룬에 이어 2위를 차지한 국가대표팀의 일원이었다.
그는 또한 2002년 FIFA 월드컵에 참가한 나이지리아 국가대표팀의 일원이었으며, 아르헨티나와 잉글랜드를 상대로 두 경기에 출전했다. 소지에는 12경기에 출전하여 2002년 친선 경기에서 아일랜드를 상대로 2-1 승리한 경기에서 한 골을 기록했다.

## 사생활
런던 그리니치에서 태어난 그는 가족이 나이지리아 델타주 와리 출신이다. 소지에는 축구 선수인 네 형제 중 장남으로, 그 중 세 명은 프로 선수이고 한 명은 준프로 선수이다. 샘과 막내 아크포는 모두 소지에와 함께 뛰었으며, 소지에는 허더즈필드 타운에서 아크포와 함께 뛰었고, 국제 무대에서는 샘과 함께 나이지리아를 대표했다. 준프로 선수인 스티브는 풋볼 리그 경기에 출전한 적이 없다. 또 다른 형제 브라이트는 럭비리그와 럭비 유니언 선수로 활동했다. 그의 조카 오노메 소지에도 잉글랜드에서 프로 선수로 활약했다.
소지에는 1994년 어머니의 요청으로 두건을 착용하기 시작했다.

### 사기 혐의
2017년 9월, 소지에는 형제인 스티븐, 브라이트와 함께 사기 혐의로 18개월 징역형을 선고받았다. 이들은 자선 단체인 소지에 스포츠 재단에서 자금을 빼돌린 혐의를 받았다.